# یواس‌اس اوریزابا (آی‌دی-۱۵۳۶)
یواس‌اس اوریزابا (آی‌دی-۱۵۳۶) (به انگلیسی: USS Orizaba (ID-1536)) یک کشتی بود که طول آن ۴۴۳ فوت ۳ اینچ (۱۳۵٫۱۰ متر) بود. این کشتی در سال ۱۹۱۷ ساخته شد.